# 짐 홀
짐 홀(영어: Jim Hall, 1930년 12월 4일 ~ 2013년 12월 10일)은 미국의 재즈 기타리스트, 작곡가, 편곡가였다.

## 생애
클리브랜드 음악원에서 음악이론을 공부하고, 로스앤젤레스로 이주하여 1950년대부터 전국적, 세계적 주목을 받기 시작했다. 빈센테 고메즈 밑에서 클래식 기타를 배우기도 하였다.
엘라 피츠제럴드, 리 코니츠, 빌 에반스 등과 연주했고, 1960년에는 뉴욕에서 소니 롤린스, 아트 파머와 일하기 시작했다.
《Textures》, 《By Arrangement》 앨범에서 들을 수 있듯이 작곡가로서도 재주가 좋다. 기타와 오케스트라를 위한 콘체르토도 작곡한 바 있다.
2013년 12월 10일 맨해튼 자택에서 향년 83세의 나이로 숨졌다.